# Colibrí àngel blau
El colibrí àngel blau (Heliangelus regalis) és una espècie d'ocell de la família dels troquílids (Trochilidae) que habita zones forestals humides i madures dels Andes del nord del Perú.